# ジュリアン・レノン
ジョン・チャールズ・ジュリアン・レノン（John Charles Julian Lennon、1963年4月8日 - ）は、イギリスのミュージシャン。

## 生い立ち

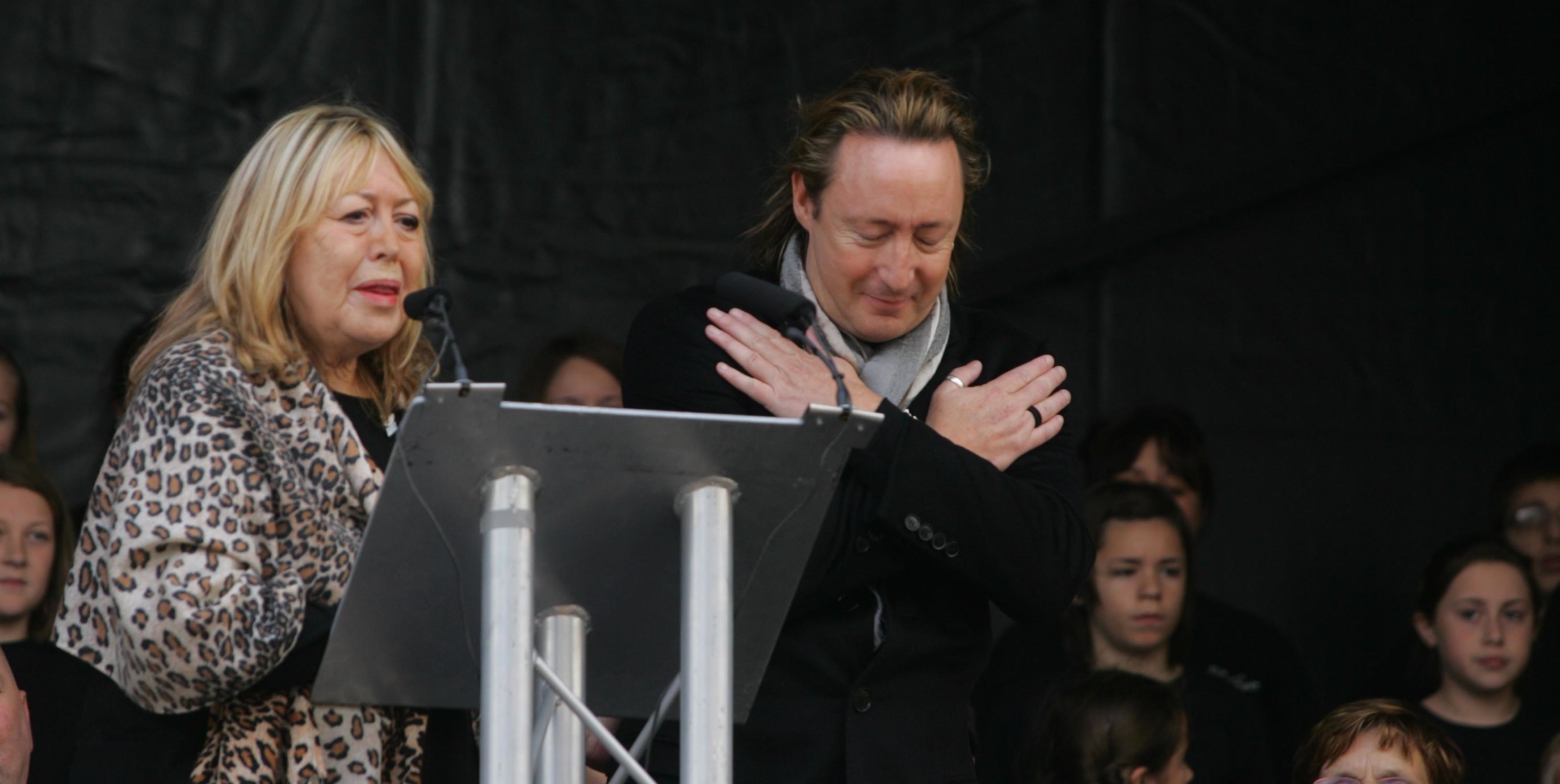
2010年10月9日にリヴァプールのジョン・レノン・ピース・モニュメントで催されたジョン・レノン生誕70周年記念セレモニーに出席するジュリアンと母シンシア（左）

ビートルズのジョン・レノンと最初の妻シンシア・レノンの長男として出生。ジョンの母で、祖母のジュリア・スタンリーに因み「ジュリアン」と命名される。シンシアの妊娠を知り責任を取るためにジョンは結婚したが、この時期のジョンは多忙を極めたこともあり家庭を顧みず、1968年に前衛芸術家であるオノ・ヨーコと恋に落ち、ジュリアンが5歳のときにジョンとシンシアは離婚し、以後ジュリアンは母の元で育った。
その後しばらく父親との接触は全くなかったが、ジョンとヨーコの別居中に、ジョンと当時の愛人のメイ・パンに面会し、やがて何度かはジョンとヨーコ、ショーンの新しい家庭にも遊びに行くようになった。
母シンシアの著書『ジョン・レノンに恋して』の序文においてジュリアンは以下の記述をしている -「僕が5歳のときに両親が離婚したあと、父には数えるほどしか会っていない。そして実際に会ったその貴重な時間のなかでも、目の前の父の心は遠く離れていて、僕を怯えさせることの方が多かった。……父の人生のなかでは、僕は取るに足らない存在で、拒絶されているようにすら感じていた」。一方、ジョンとヨーコの間の息子で、ジュリアンの異母弟でもあるショーンとは、幼少の頃から共に遊び、現在に至るまで親密な関係を保っている。
その一方で、ジュリアンはジョンの遺産相続人からは外されていた。もっとも彼向けの信託基金は作られていたが、ジュリアンには渡らず、遺産を管理するヨーコが支払いに同意したのは1996年になってからであった。
ビートルズの楽曲「ルーシー・イン・ザ・スカイ・ウィズ・ダイアモンズ」は、幼少期のジュリアンが保育園で描いた絵をモチーフに製作された。また、両親が険悪である時期にポール・マッカートニーがジュリアンを励ますため「ヘイ・ジュード」を作ったとされる。「ヘイ・ジュード」のレコーディング用楽譜類譜がロンドンで1996年にオークションに掛けられた際、「ポールが僕のために作ってくれた曲だから」とジュリアンが2万5千ポンドで落札している。

## 音楽活動
父・ジョンに影響されてか、音楽活動にも興味を持ち始めたジュリアンは、ジョンの1974年のアルバム『心の壁、愛の橋』に収録の「ヤ・ヤ」ではドラムを叩いている。1984年、ビリー・ジョエルなどを手がけたことで知られるフィル・ラモーンがプロデュースした『ヴァロッテ』でレコード・デビュー。チャートでもかなりの成功を収め「トゥー・レイト・フォー・グッドバイ」（1984年）「ソルトウォーター」（1991年）などの全米、全英トップテンの大ヒット曲を生んだ。1993年、日本のアニメーション映画『遠い海から来たCOO』にメインテーマ「CHILDREN OF THE WORLD」を提供。

## ディスコグラフィ

### アルバム
- 『ヴァロッテ』 - Valotte（1984年）（全米17位、全英19位、プラチナディスク、1984年グラミー賞新人賞ノミネート）
- 『デイドリーミング』 - The Secret Value of Daydreaming（1986年）（全米32位、ゴールドディスク）
- 『イン・ヘヴン』 - Mr. Jordan（1989年）（全米87位）
- 『ヘルプ・ユアセルフ』 - Help Yourself（1991年）
- 『フォトグラフ・スマイル』 - Photograph Smile（1998年）（日本77位）
- VH-1 Behind the Music - Julian Lennon (日本未発売のベスト盤、2001年)
- 『エブリシング・チェンジズ』 - Everything Changes（2011年）
- 『ジュード』 - Jude（2022年）

### シングル
- 1984 "Valotte" 全米#7、メインストリームロックチャート全米#6、全英#55
- 1985 『Too Late For Goodbyes』 全米#5、メインストリームチャート全米#11、ホットアダルトコンテンポラリーチャート全米#1（2週）、全英#6（『ヴァロッテ』）
- 1985 『Say You're Wrong』 全米#21、メインストリームロックチャート全米#18、全英#75（『ヴァロッテ』）
- 1985 『Because』 全英#40（Dave Clark's Time Soundtrack）
- 1985 『Jesse』全米#54、全英#24（『ヴァロッテ』）
- 1986 『Stick Around』全米#32、メインストリームロックチャート全米#1（2 weeks）、全英#86（『デイドリーミング』）
- 1989 『Now You're in Heaven』全米#93、モダンロックチャート全米#27、メインストリームロックチャート全米#1（1 week）、全英#59（『イン・ヘヴン』）
- 1991 『ソルト・ウォーター』 全英#6、オーストラリア#1（4週間）（『ヘルプ・ユアセルフ』）
- 1991 『Help Yourself』全英#53（『ヘルプ・ユアセルフ）
- 1992 『Get A Life』 全英#56（『ヘルプ・ユアセルフ）
- 1995 『Cole's Song』(Mr. Holland's Opus Soundtrack)
- 1998 『Day After Day』 全英#66（『フォトグラフ・スマイル）
- 2009 『Lucy』

### CM
- ホンダ・シティ（1985年）